# Miss You (chanson des Rolling Stones)
Pour les articles homonymes, voir Miss You.
Singles de The Rolling Stones
Fool to Cry
(1976) Respectable
(1978)
Singles américains des Rolling Stones
Hot Stuff
(1976) Beast of Burden
(1978)
Clip vidéo
[vidéo] « « Miss You » », sur YouTube
Pistes de Some Girls
When the Whip Comes Down
(2)
Miss You est une chanson du groupe de rock britannique The Rolling Stones parue d'abord le 19 mai 1978 en single, puis le 9 juin 1978 sur l'album Some Girls. Premier single tiré de l'album Some Girls (1978), cette chanson aux accents très disco atteint la 1re place du Billboard Hot 100 et se classe également 3e au Royaume-Uni.

## Historique et enregistrement

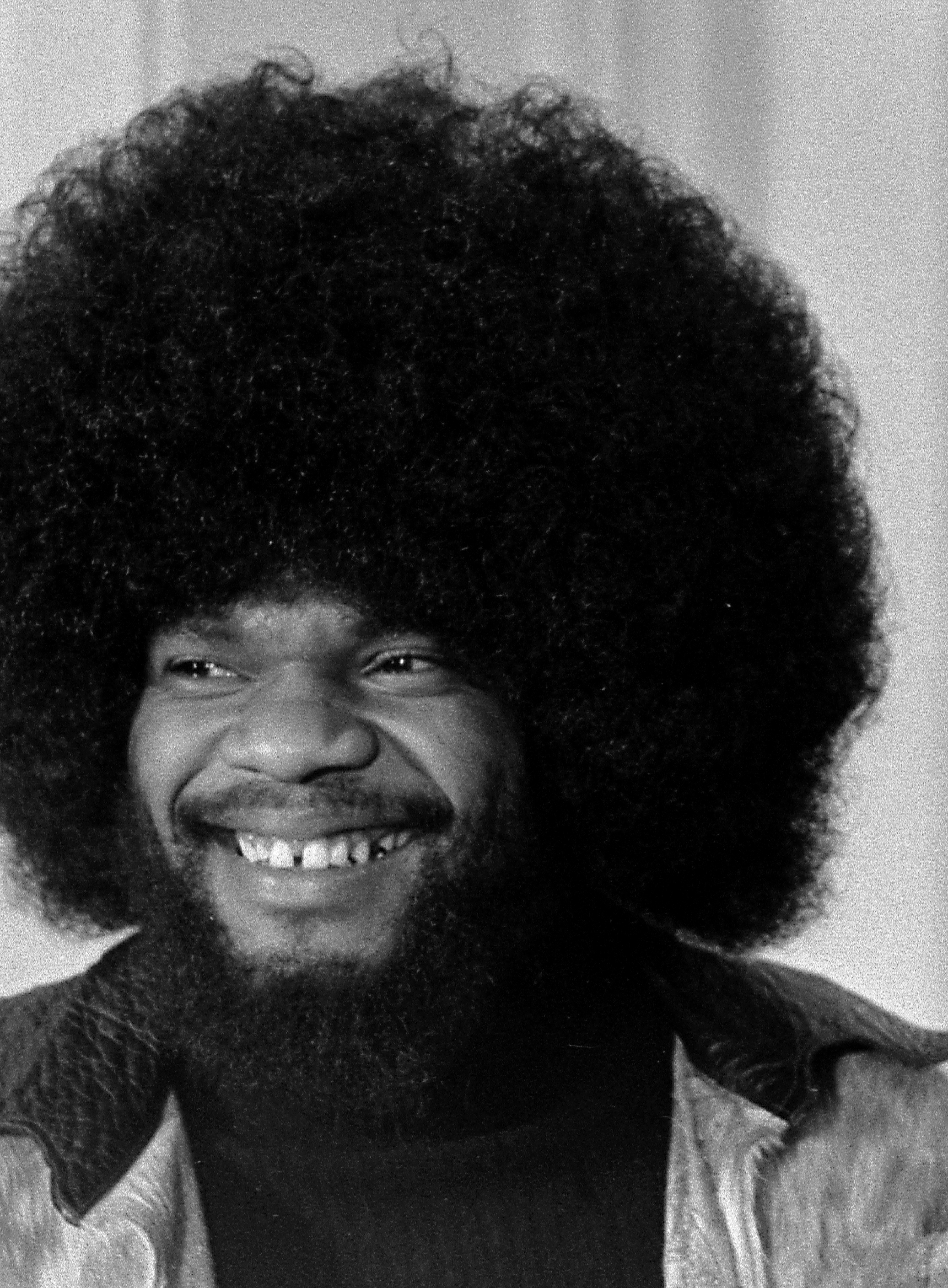
Le musicien Billy Preston a influencé le groupe sur l'interprétation de Miss You.

Bien que Miss You soit crédité à Mick Jagger et Keith Richards, la chanson a été écrite par Jagger en mars 1977, influencée par le disco new-yorkais, lors de répétitions avec Billy Preston avant des concerts au club El Mocambo (enregistré pour leur album live Love You Live).
Jagger et Ron Wood insistent sur le fait que Miss You n'était pas conçu comme une chanson disco, tandis que Richards soutient "...Miss You est une putain de bonne chanson disco, c'était calculé comme ça." En tout cas, ce qui se passait dans les clubs est passé à l'enregistrement.
Charlie Watts a déclaré: "Beaucoup de chansons de Some Girls, comme Miss You... ont été fortement influencées par les musiques qui passent dans les clubs. Vous pouvez entendre beaucoup de percussions Four-on-the-floor et de style Philadelphie." Bill Wyman a enregistré sa partie de basse inspirée d'une démo enregistrée par Billy Preston. Chris Kimsey, qui était l'ingénieur du son lors de l'enregistrement de la chanson, a déclaré que Wyman est allé "... dans pas mal de clubs avant de comprendre cette ligne de basse", ce qui, selon Kimsey, "a fait cette chanson". Jagger a chanté une bonne partie du refrain en utilisant le fausset, à l'unisson avec l'harmonica, la guitare et le piano électrique.
Contrairement à la plupart des chansons de l'album Some Girls, Miss You comporte plusieurs musiciens de studio, dont Sugar Blue à l'harmonica qui, selon Wood, a été trouvé par Jagger jouant dans les rues de Paris, et Ian McLagan au piano électrique Wurlitzer.
La version 12" de la chanson dure plus de huit minutes et comprend des solos instrumentales supplémentaires. Elle a été remixée par Bob Clearmountain. Cette version, le premier disque des Stones gravé sur 12", contient des répétitions de la bande et de nouvelles paroles ajoutées au deuxième couplet. Cette version peut être trouvée sur le single Don't Stop et sur l'album Rarities 1971-2003 en 2005.

## Parution et réception
"Miss You" est devenu le huitième et dernier numéro 1 américain des Stones lors de sa sortie en 1978. Il arrive au sommet le 5 août 1978, mettant fin au règne de sept semaines de Shadow Dancing d'Andy Gibb. Il a également atteint la troisième place au Royaume-Uni.
La chanson durait à l'origine près de neuf minutes, mais a été réduite à moins de cinq minutes pour la version album. La version du single a été réduite à trois minutes et demie pour pouvoir la faire passer plus facilement à la radio. Afin de l'éditer correctement sans coupures ni erreurs audibles, un mixage séparé est effectué puis spécialement édité. La face B du single était une autre chanson de l'album, Far Away Eyes.
En 2004, le magazine Rolling Stone l'a placé à la 496e place sur sa liste des 500 plus grandes chansons de tous les temps.
La chanson est l'une des plus jouées en concert par le groupe. Depuis sa parution en 1978, il a été présent dans toutes les tournées du groupe, absent dans de très peu de concerts. Un enregistrement en concert a été capturé lors du Steel Wheels / Urban Jungle Tour et publié sur l'album Flashpoint en 1991. D'autres versions live ont été enregistrées et / ou filmées, notamment une performance de juillet 2013 sur Hyde Park Live (2013) et une performance de juillet 1995 sur Totally Stripped (2016).
La chanson apparaît dans le premier épisode de la série télévisée Miami Vice, Brother's Keeper et au début du film At Close Range en 1986.

## Musiciens
- Mick Jagger : chant
- Keith Richards : guitare, chœurs
- Ron Wood : guitare, chœurs
- Bill Wyman : basse
- Charlie Watts : batterie
- Ian McLagan : piano électrique
- Mel Collins : saxophone
- Sugar Blue (en) : harmonica

## Reprises
- Sugar Blue enregistre la chanson sur son album de 1993 : Blue Blazes.
- Organiz reprend la chanson sous le nom Are U Ready dans son album Preview paru en 2000,
- Etta James, dans son album paru en 2000, Matriarch of the Blues, la reprend.
- Le chanteur de soul Musiq Soulchild pour son album de 2003, Soulstar. Dans cette version, la référence aux « Puerto Rican girls » est remplacé par « pretty girls ».
- Danny Federici, un membre de E Street Band dans son album de 2006, Out Of A Dream.
- Joseph Arthur interprète la chanson durant sa performance à la « San Diego House of Blues » le 19 octobre 2006.
- Les Black Eyed Peas font une version aux « Fashion Rocks 2008 ».
- L'auteur-compositeur interprète japonaise UA avec le groupe Little Creatures pour leur album de 2005, Nephew donne une version de Miss You dans un style expérimental.
- The Dynamics, un groupe français font une version reggae en 2008.
- Mirwais, producteur de Madonna et guitariste de Taxi Girl sort une reprise électro-rock en 2000.
- The Concretes, un groupe suédois l'interprète.
- Paul Dempsey interprète régulièrement la chanson sur son « 2010 Burning Leaves Australian Tour ».
- Les Chics Types, un groupe de rock français, proposent une version entièrement acoustique sur l'album Hey ! Ma B.O paru en mai 2011.
- Ann Peebles, chanteuse soul américaine sur l'album Brand new classics paru en 2006.
- Luce pendant la Saison 8 de la Nouvelle Star.
- Les Foo Fighters ont également interprété ce titre le 17 octobre 2014 au Cubby Bear à Chicago dans le cadre du lancement de leur nouvel album, Sonic Highways.
- Le DJ français Aslove reprend la chanson dans le style deep house avec Charles-Henry comme interprète, en 2015.
- Carla Bruni revisite le morceau dans son album French Touch paru le 6 octobre 2017. Le clip a été réalisé par Jean-Baptiste Mondino.

## Classements et certifications
| Classement (1978)                      | Meilleure position |
| -------------------------------------- | ------------------ |
| Allemagne (Media Control AG)           | 12                 |
| Australie (Kent Music Report)          | 8                  |
| Autriche (Ö3 Austria Top 40)           | 13                 |
| Belgique (Flandre Ultratop 50 Singles) | 3                  |
| Belgique (Flandre VRT Top 30)          | 3                  |
| Canada (100 Singles)                   | 1                  |
| Canada (CHUM)                          | 1                  |
| Canada (Top 30 Singles)                | 4                  |
| États-Unis (Billboard Hot 100)         | 1                  |
| États-Unis (Cash Box)                  | 1                  |
| États-Unis (Hot Dance Club Play)       | 6                  |
| États-Unis (Hot Soul Singles)          | 33                 |
| États-Unis (Record World)              | 3                  |
| Finlande (Suomen virallinen lista)     | 19                 |
| France (IFOP)                          | 4                  |
| Irlande (IRMA)                         | 3                  |
| Italie (FIMI)                          | 10                 |
| Norvège (VG-lista)                     | 11                 |
| Nouvelle-Zélande (RMNZ)                | 8                  |
| Pays-Bas (Nederlandse Top 40)          | 2                  |
| Pays-Bas (Single Top 100)              | 3                  |
| Royaume-Uni (UK Singles Chart)         | 3                  |
| Suède (Sverigetopplistan)              | 6                  |
| Suisse (Schweizer Hitparade)           | 11                 |

| Classement (1978)              | Position |
| ------------------------------ | -------- |
| Australie (Kent Music Report)  | 41       |
| Belgique (Flandre Ultratop 50) | 29       |
| Canada (Top 200 Singles)       | 5        |
| États-Unis (Billboard Hot 100) | 16       |
| États-Unis (Cash Box)          | 10       |
| Italie (FIMI)                  | 54       |
| Pays-Bas (Nederlandse Top 40)  | 12       |
| Pays-Bas (Single Top 100)      | 37       |

| Pays              | Certification | Date            | Ventes certifiées |
| ----------------- | ------------- | --------------- | ----------------- |
| États-Unis (RIAA) | Or            | 26 juillet 1978 | 500 000           |
| Royaume-Uni (BPI) | Argent        | 19 mai 1978     | 200 000           |